# Andrew Bentley
Pour les articles homonymes, voir Bentley.

a Compétitions nationales et continentales officielles uniquement.

b Matchs officiels uniquement.
Andrew Bentley, né le 13 mai 1985 à Auckland est un joueur de rugby à XIII néo-zélandais. Il joue de 2007 à 2010 sous les couleurs des Dragons Catalans en Super League avec son frère Kane Bentley. En fin de contrat avec la franchise française fin 2010, il prend alors la direction du FC Lézignan. Il remporte avec le club lézignanais la Coupe et le Championnat de France en 2011. Il signe à Pia pour la saison 2012-2013 où il sera champion de France. Il s'engage avec le Toulouse Olympique XIII la saison suivante où il évolue actuellement en Championship.au cours de la saison 2006 il a joué avec ses frères une saison à Marseille 13 en elite

## Palmarès
- 2007 : Finaliste de la Challenge Cup avec les Dragons Catalans.
- 2011 : Vainqueur de la Coupe de France Lord Derby avec le FC Lézignan
- 2011 : Vainqueur du Championnat de France Élite  avec le FC Lézignan
- 2013 : Vainqueur du Championnat de France Élite  avec le SM Pia XIII
- 2014 : Vainqueur du Championnat de France Élite avec le Toulouse Olympique XIII
- 2014 : Vainqueur de la Coupe de France Lord Derby avec le Toulouse Olympique XIII
- 2015 : Vainqueur du Championnat de France Elite avec le Toulouse Olympique XIII

## Distinctions personnelles
- 2009 : Participation au tournoi des Quatre Nations avec l'équipe de France.
- 2010 : Participation à la coupe d'Europe des nations de rugby à XIII avec l'équipe de France
- 2011 : Participation à la coupe d'Europe des nations de rugby à XIII avec l'équipe de France.
- 2012 : Participation à la coupe d'Europe des nations de rugby à XIII avec l'équipe de France.
- 2013 : Participation à la Coupe du monde de Rugby à XIII avec l'équipe de France.
- 2017 : Participation à la Coupe du monde de Rugby à XIII avec l'équipe d'Écosse.

•2018 : Participation à la coupe d’Europe des nations de rugby à XIII avec l’équipe d’Écosse.

## Carrière internationale
- France : 9 sélections ;
- Écosse : 3 sélections.

## Biographie
Andrew Bentley est issue d'une grande lignée de joueurs à XIII, son père Andy Bentley est un ancien joueur de La Réole, un de ses frères Kane Bentley joue également dans le championnat de France au FC Lézignan, son grand frère Valu Bentley joue en Angleterre à Oldham, la sœur Jayne-Marie Bentley évolue sous le maillot du club féminin, Pujols, le petit dernier Hamish,  est au club de Tonneins XIII

## Anciens clubs
- Avant 2004 : La Réole, Tonneins
- Saison 2003 : Villeneuve XIII rugby league
- Saison 2004 : Villeneuve XIII rugby league
- Saison 2005 : SU Agen XV
- Saison 2007 : Dragons Catalans
- Saison 2008 : Dragons Catalans
- Saison 2009 : Dragons Catalans
- Saison 2010 : Dragons Catalans
- Saison 2011 : FC Lézignan
- Saison 2012 : FC Lézignan
- Saison 2013 : SM Pia
- Saison 2014 : Toulouse Olympique XIII
- Saison 2015 : Toulouse Olympique XIII
- Saison 2016 : Toulouse Olympique XIII
- Saison 2017 : Toulouse Olympique XIII
- Saison 2018 : Toulouse Olympique XIII
- Saison 2019 : Toulouse Olympique XIII

## Statistiques en Super league
| Saison | Club             | Championnat  | Matchs | Essais | Transf. | Drops | Carton jaune | Carton rouge | Points |
| ------ | ---------------- | ------------ | ------ | ------ | ------- | ----- | ------------ | ------------ | ------ |
| 2007   | Dragons Catalans | Super League | 16     | 3      | 0       | 0     | 0            | 0            | 12     |
| 2008   | Dragons Catalans | Super League | 4      | 1      | 0       | 0     | 0            | 0            | 4      |
| 2009   | Dragons Catalans | Super League | 2      | 0      | 0       | 0     | 0            | 0            | 0      |
| 2010   | Dragons Catalans | Super League | 7      | -      | -       | -     | -            | -            | -      |
| TOTAL  | TOTAL            | TOTAL        | 29     | 4      | 0       | 0     | 0            | 0            | 16     |

### En tant qu'entraîneur

#### Détails en club
| Année                          | Année     | Club                  | Compétition | Saison régulière | Saison régulière | Saison régulière | Saison régulière | Saison régulière | Phase finale | Phase finale | Phase finale | Phase finale | Phase finale | Coupe de France |
| Année                          | Année     | Club                  | Compétition | Class.           | MJ               | V.               | N.               | D.               | Perf.        | MJ           | V.           | N.           | D.           | Coupe de France |
| En binome avec Thomas Valette. |           |                       |             |                  |                  |                  |                  |                  |              |              |              |              |              |                 |
| 2022-2023                      | 2022-2023 | XIII Baroudeur de Pia | CHF         | 5e               | 18               | 10               | 0                | 8                | Barrages     | 1            | 0            | 0            | 1            | 1/4 finale      |
| 2023-2024                      | 2023-2024 | XIII Baroudeur de Pia | CHF         | 4e               | 18               | 12               | 0                | 6                | 1/2 finale   | 2            | 1            | 0            | 1            | 1/8 finale      |
| 2024-2025                      | 2024-2025 | XIII Baroudeur de Pia | CHF         | -                | -                | -                | -                | -                | -            | -            | -            | -            | -            | 1/8 finale      |